# Volver
Volver este un film regizat de Pedro Almodóvar, lansat în 2006. Raimunda (Penélope Cruz) este o femeie tânără, mamă a unei adolescente de 14 ani și soție a unui muncitor șomer. Sora ei, Sole (Lola Dueñas) este o coafeză nefericită. Părinții celor două mor în timpul unui incendiu nimicitor, în urmă cu mai mulți ani, iar fetele se hotărăsc să facă o vizită orașului lor natal, pentru a-și mai vedea rudele și vechii prieteni din copilărie, dar și pentru a face curățenie pe momântul părinților.
În timpul petrecut acolo, trec și pe la mătușa lor Paula (Chus Lampreave), o femeie care trăiește în trecut și nu o recunoaște decât pe Raimunda. O vizitează și pe vecina lor din copilărie Agustina (Blanca Portillo), o tânără femeie bolnavă de cancer aflat în fază terminală, care are grijă de mătușa lor. 
Vecinii le spun fetelor că mama lor nu este moartă, pentru că a fost văzută de numărate ori, fapt confirmat și de Agustina, care astfel, va fi considerată de Raimunda complet dezaxată mintal.
Se petrec tot felul de lucruri ciudate, moarta este văzută de tot mai multă lume, fapt care precipită lucrurile. Au loc numeroase răsturnări de situație în timp ce toată lumea încearcă să afle adevărul: este sau nu, moarta…moartă?

## Premii
Volver a fost unul din cele 6 filme care au concurat la Palme d'Or în 2006 la Festivalul de film de la Cannes. În final a primit 2 premii: “Cea mai bună actriță” și “Cel mai bun scenariu”.
În 2007, Penélope Cruz a fost nominalizată la Oscar pentru rolul Raimundei, devenind astfel cea de-a doua actriță de origine spaniolă nominalizată vreodată la aceste prestigioase premii.
A mai primit 2 nominalizări la Globul de Aur și 3 premii la Festivalul Filmului European.